# Cheilocystyda
Cheilocystydy, zwane też cystydami marginalnymi (l. poj. łac. cheilocystidium, l.mn. cheilocystidia, ang. cheilocystids) – rodzaj cystyd występujący na brzegu lub ostrzu blaszek lub rurek u grzybów. Mogą być tej samej wysokości co podstawki, lub wyższe, zwykle odróżniają się od nich wielkością i kształtem. Zazwyczaj są rozdęte – maczugowate, wrzecionowate, butelkowate, czasami zakończone kończykiem lub niewielką główką. Przeważnie też można je dostrzec przez lupę, a czasami nawet gołym okiem (jako omszenie blaszki). Odgrywają dużą rolę przy mikroskopowym oznaczaniu niektórych gatunków grzybów, np. Inocybe (strzępiak) czy Mycena (grzybówka). U dzwonkówki czarniawej (Entoloma serrulatum) są wewnątrzkomórkowo wybarwione niebieskim pigmentem i występują tak licznie na ostrzach blaszek, że ostrza te są wyraźnie kontrastujące.
Cystydy występujące na ścianach blaszek to pleurocystydy. Na blaszkach mogą też występować cystydy inkrustowane – metuloidy.

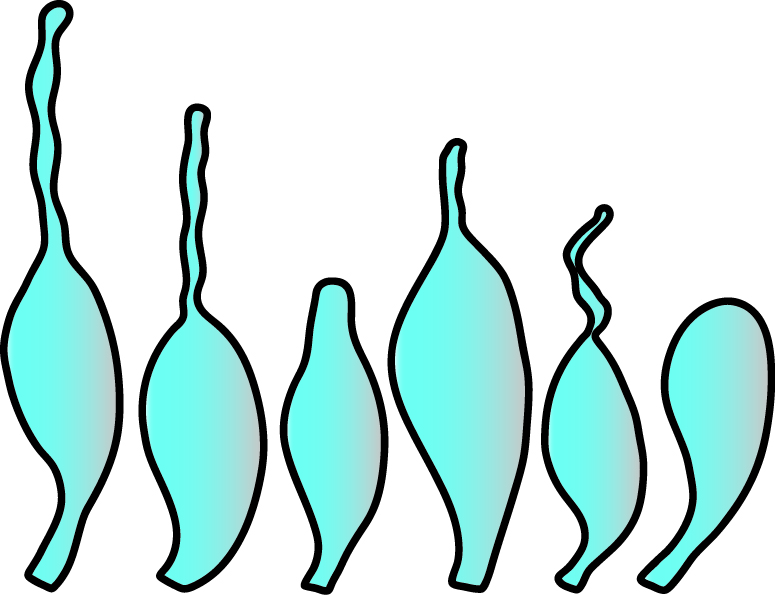
Cheilocystydy u pochwiaka okazałego
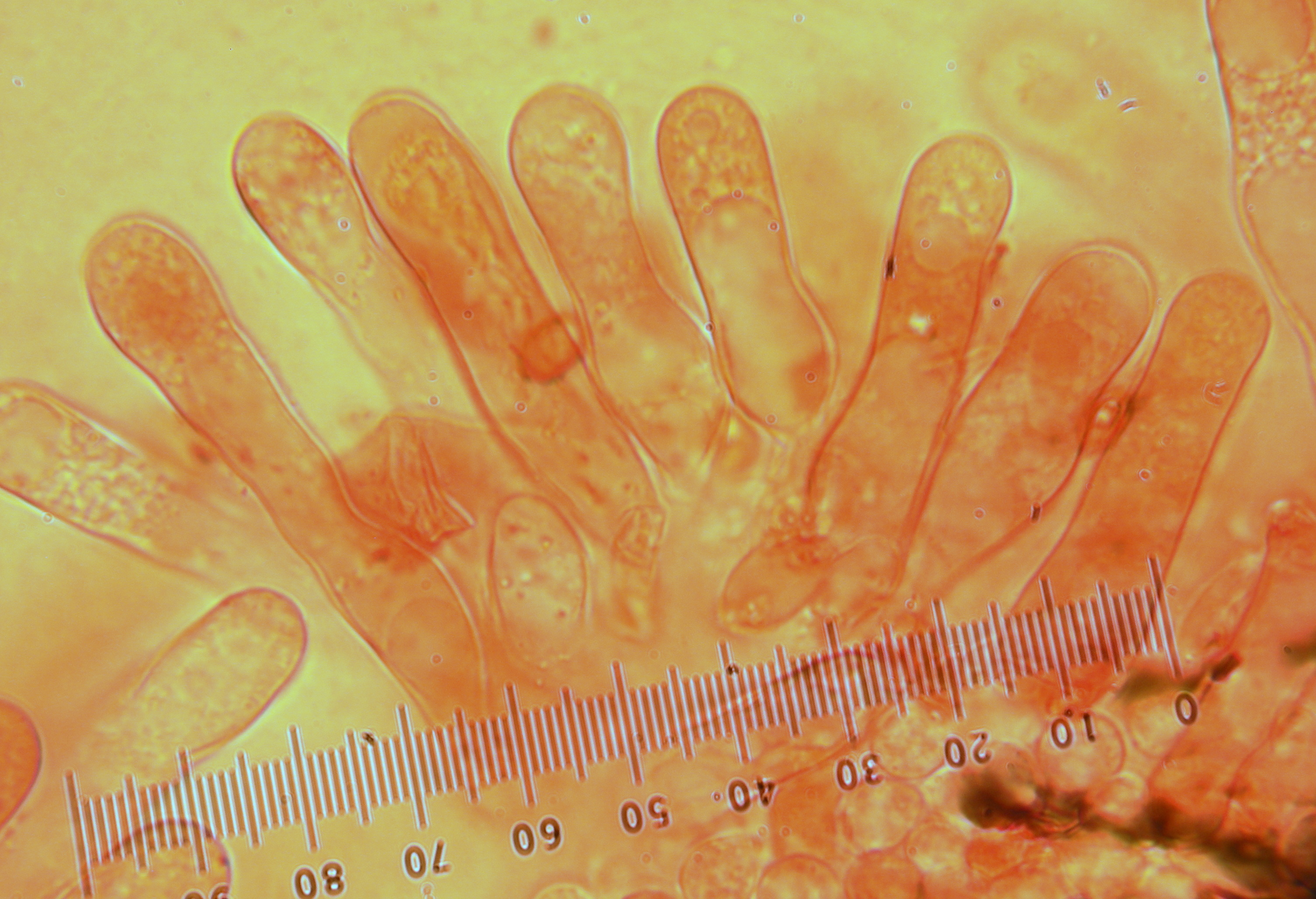
Cheilocystydy u kruchaweczki zaroślowej
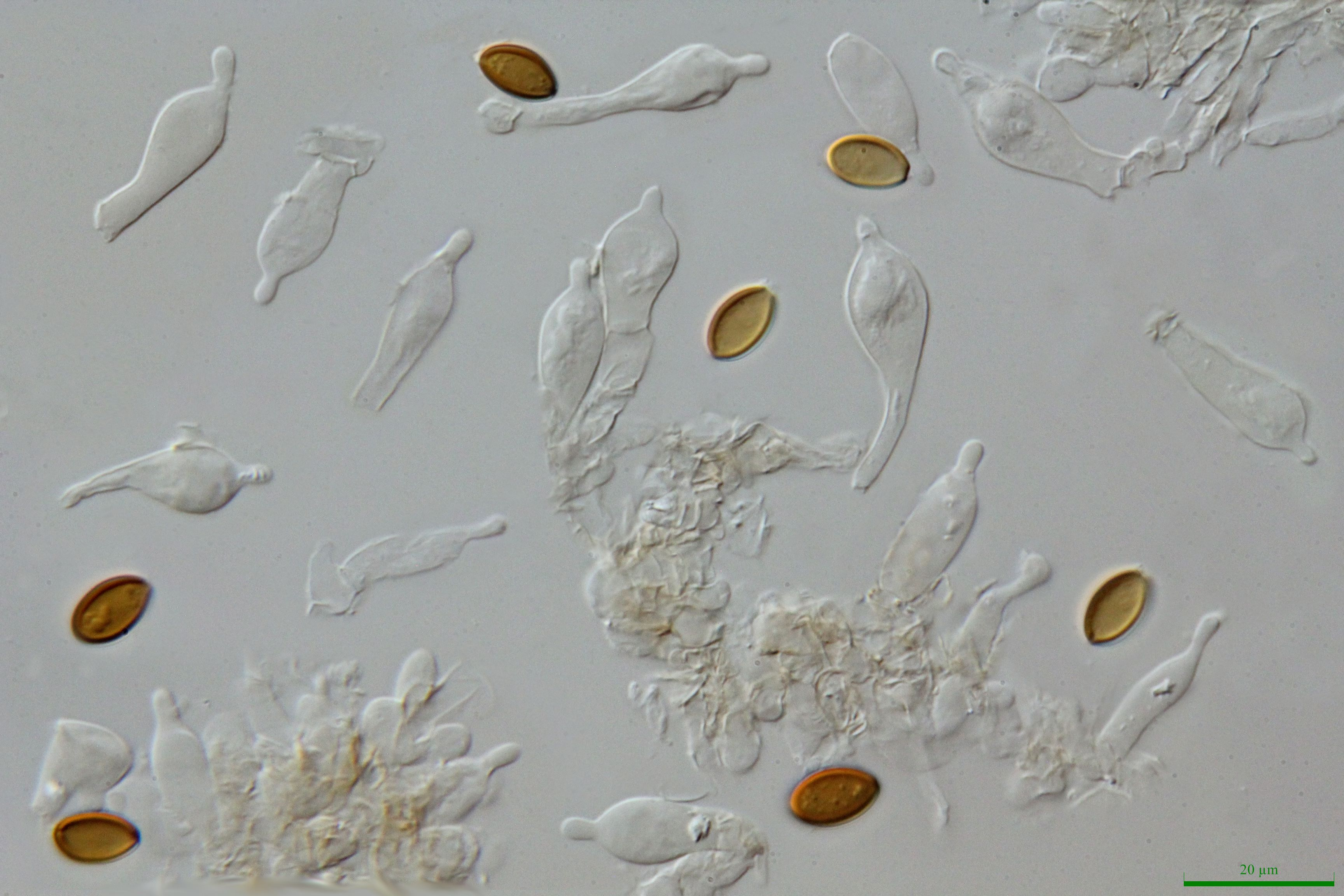
Cheilocystydy u Psilocybe superaeruginosa
Cheilocystydy u Psilocybe pelliculosa
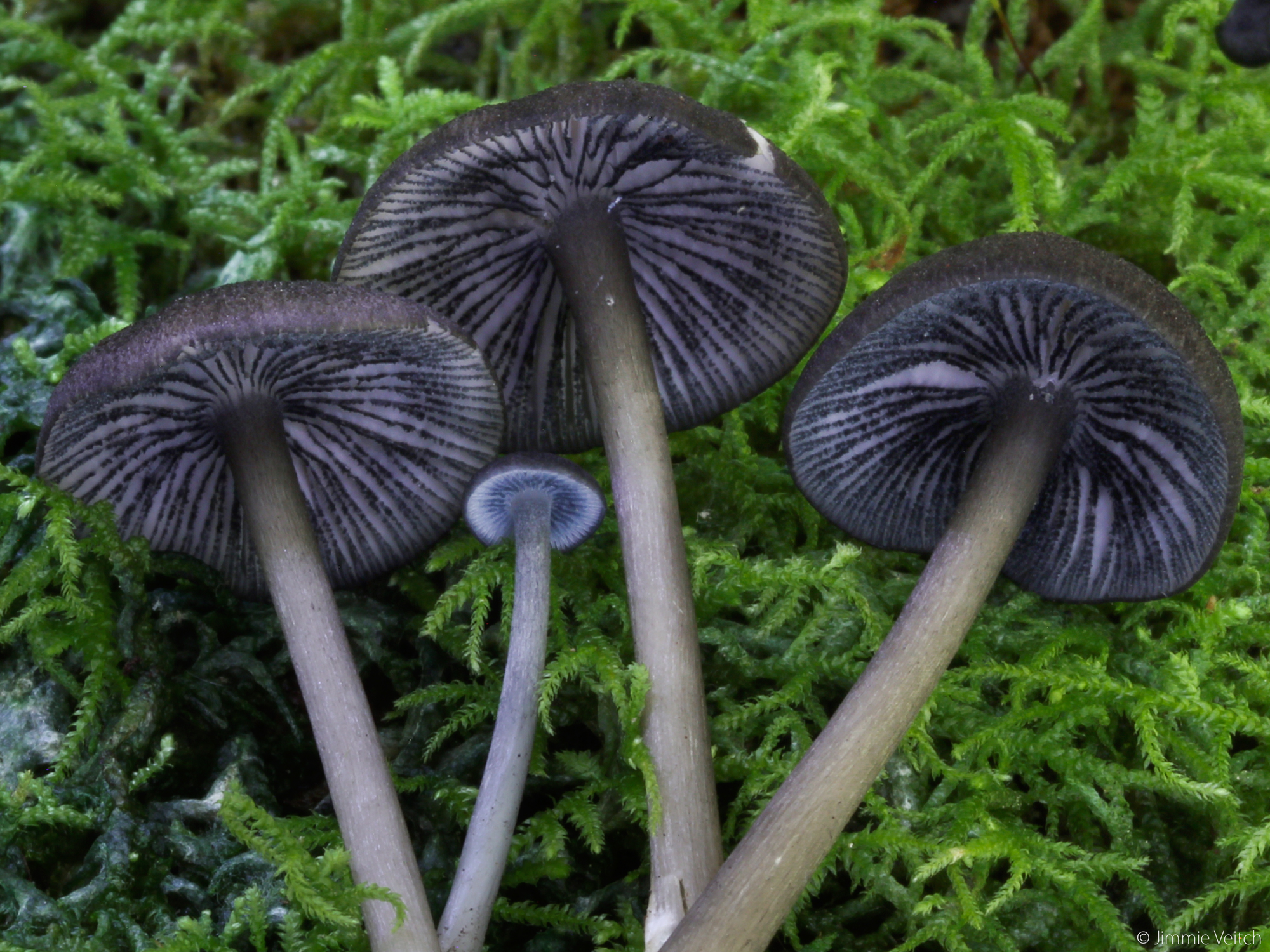
Cheilocystydy na ostrzach blaszek dzwonkówki czarniawej

Czasami wyróżnia się cheilocysty. Tą nazwą obejmuje się cystydy występujące zarówno na ostrzu blaszek, jak i na brzegach porów.